# Marc Zamansky
Pour les articles homonymes, voir Zamansky.
Marc Zamansky, né le 14 février 1916 à Genève et mort le 6 novembre 1996 à Paris 5e, est un mathématicien français, doyen honoraire de la faculté des sciences de Paris.

## Biographie
Membre du réseau de résistance Mithridate dès 1941 avec sa fiancée Marie Hervé, il est déporté à Mauthausen en 1943. Il est agrégé de mathématiques en 1945. Il est le dernier doyen de la faculté des sciences de Paris de 1961 à 1970, successeur de Joseph Pérès. La tour centrale du campus de Jussieu à Paris a été baptisée en son honneur.
Avec le professeur Yves Rocard, il est également cofondateur en 1962 de l'ADFAC (Association pour le développement et le fonctionnement des activités contractuelles), dont il fut le président de 1963 à 1970.

## Travaux publiés
- La Sommation des séries divergentes, Gauthier-Villars, Paris, 1956.
- Analyse harmonique et approximation, (préf. Jean Dieudonné), Hermann, coll. « Travaux en cours », Paris, 1985.
- Approximation des fonctions, Hermann, coll. « Travaux en cours », Paris, 1985.
- (en) Liste des principaux ouvrages de mathématiques  publies par Marc Zamansky, sur worldcat.org